# 异枝碱茅
异枝碱茅（学名：Puccinellia anisoclada）为禾本科碱茅属下的一个种。